# Nat (unitat)

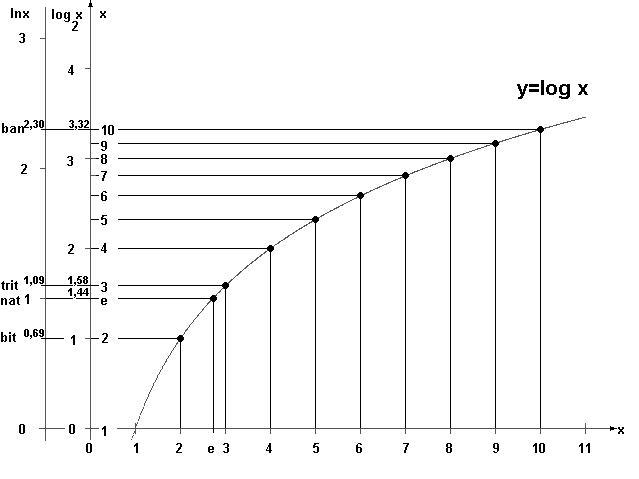
Unitats de mesura de la informació.

Un nat (a vegades també anomenat com a nit o fins i tot nepit) és una unitat logarítmica d'informació o d'entropia basada en el logaritme natural i les potències de base e en lloc de basar-se en el logaritme de base 2 usat per a definir el bit. Degut a la seva naturalesa el nat es relaciona fàcilment amb l'entropia termodinàmica mitjançant l'aplicació de la constant de Boltzmann.
Quan l'entropia de Shannon s'escriu amb el logaritme natural s'expressa de la següent forma:
{\displaystyle H=-\sum _{i}p_{i}\ln p_{i}\!\,}
implícitament estem donant un número mesurat en nats.
Un nat es correspon a uns 1,44 bits {\displaystyle \left({\tfrac {1}{\ln 2}}\right)}, o 0.434 hartleys {\displaystyle \left({\tfrac {1}{\ln 10}}\right)}.

## Història
Alan Turing usava el natural ban (Hodges 1983, Alan Turing: The Enigma.). Boulton i Wallace (1970) usaven el terme nit. Finalment s'ha usat la denominació nat per tal d'evitar confusions amb la unitat nit que s'usa en l'estudi de la luminescència.(Comley and Dowe, 2005, sec. 11.4.1, p271).